# Limenitis lyconides
Limenitis lyconides är en fjärilsart som beskrevs av Hans Fruhstorfer 1913. Limenitis lyconides ingår i släktet Limenitis och familjen praktfjärilar. Inga underarter finns listade i Catalogue of Life.